# Ramonda ringdahli
Ramonda ringdahli là một loài ruồi trong họ Tachinidae.